# Channar Mine
Die Channar Mine ist ein Eisenerzbergwerk in der Pilbara-Region von Western Australia, das 17 Kilometer südöstlich von Paraburdoo liegt.
Das Bergwerk wird von der Rio Tinto Iron Ore, einer Tochter der Rio Tinto Group betrieben, die die Mehrheitsanteile daran hält. Die Channar Mine ist eine von 13 Minen in der Pilbara, die dieser Bergwerkkonzern betreibt. 2009 produzierten die Minen von Rio Tinto in der Pilbara 202 Millionen Tonnen Eisenerz, mehr als 15 Prozent als im Jahr zuvor. Die Minen von Rio Tinto produzierten 2009 mehr als 13 Prozent der 1,59 Millionen Tonnen der Eisenerz-Weltproduktion.
Die Hamersley Range, wo sich das Bergwerk befindet, enthält 80 Prozent aller bekannten Eisenerzvorkommen in Australien und ist eines der weltgrößten Vorkommen.

## Betrieb der Mine
| \| \|                                                                          |
| Bergbau in der Pilbara-Region. Der rote Punkt markiert die Lage des Bergwerks. |
|                                                                                |

Rio Tinto produziert seit 1966 Eisenerz in der Pilbara-Region. Die Channar Mine begann ihren Betrieb im Tagebau im Januar 1990. In gemeinsamer Produktion von Paraburdoo Mine, Eastern Range Mine und Channar Mine stellt Rio Tinto 20 Millionen Tonnen Eisenerz her. Das Eisenerz der Bergwerke Channar und Paraburdoo wird nach Paraburdoo transportiert, bevor es mit Transportbändern auf Eisenbahnen verladen wird. Das Erz der Bergwerke wird anschließend durch die Hamersley & Robe River Railway an die Küste transportiert, wo es auf Schiffe verladen wird. Erz von Channar, wie auch der Brockman Mine, Mount, Paraburdoo Mine, Eastern Range Mine, Marandoo Mine and Yandicoogina Minea wird als Pellets und als Feinererzprodukt mit der Eisenbahn nach Dampier auf der Schiene transportiert. Vor einer Verladung werden die Eisenerzprodukte gemischt und gesiebt. Die maximale Größe der Pellets beträgt 31,5 mm und die des Feinerzes 6,3 mm.
Die Bergwerke beschäftigen Einheimische aus Paraburdoo. 2009 zählten die Bergwerke von Paraburdoo, Channar und Eastern Range 1.081 Beschäftigte, während es 2008 noch 1.324 waren.
Das Bergwerk wurde zeitweise im späten Jahre 2008 geschlossen, als sich der chinesische Geschäftspartner Sinosteel weigerte zu den gesunkenen Eisenpreisen während der Finanzkrise zu verkaufen, denn die Herstellkosten für brasilianisches Eisenerz waren um 11 Prozent niederer. In Übereinstimmung nach Feststellungen der Bank Credit Suisse kostete Eisenerz aus Channar 11 % mehr als das identische Produkt aus Brasilien.
Das Bergwerk, dessen Anlage für eine Herstellung von 10 Millionen Tonnen im Jahr 1998 ausgelegt ist, soll weitere Jahre betrieben zu werden, um 200 Millionen Tonnen Eisenerz für die chinesische Stahlindustrie herzustellen. Die Channar Mine war das erste Unternehmen, an dem sich ein chinesischer Konzern außerhalb von China beteiligte, und war Chinas größtes Übersee-Investments in dieser Zeit. 2010 gab Rio Tinto und Sinosteel Pläne bekannt, dass sie planen, die Produktion um weitere 50 Millionen Tonnen Eisenerz zu erweitern.
Rio Tinto hält 60 Prozent der Anteile des Bergwerks und das chinesische Unternehmen Sinosteel Corporation 40 Prozent. Rio Tinto hält die Anteile der Mine durch Hamersley Iron Pty Ltd, einer 100-prozentigen Tochter von Rio Tinto, der sechs weitere Eisenerzbergwerke in der Pilbara und Anteile an zwei weiteren Bergwerken gehören, einschließlich Channar.